# Ruth Prawer Jhabvalaová
Ruth Prawer Jhabvalaová (7. května 1927 Kolín nad Rýnem – 3. dubna 2013 New York) byla britsko-americká spisovatelka a filmová scenáristka židovského původu narozená v Německu, kam její rodiče odešli z Polska. Roku 1939 rodina emigrovala do Anglie, kde studovala na Londýnské univerzitě anglickou literaturu. Roku 1951 si vzala párského architekta Cyra S. H. Jhabvala, odstěhovali se do Nového Dillí a měli spolu tři dcery.
Roku 1975 získala Man Bookerovu cenu za román Heat and Dust. Za scénáře k filmům Pokoj s vyhlídkou (1985) a Rodinné sídlo (1992) získala Oscara. Napsala též scénář k úspěšnému filmu Soumrak dne (1993).